# Форкс Тауншип (округ Нортгемптон, Пенсільванія)
Форкс Тауншип (англ. Forks Township) — селище (англ. township) в США, в окрузі Нортгемптон штату Пенсільванія. Населення — 16 074 особи (2020).

## Демографія
Згідно з переписом 2010 року, у селищі мешкала 14 721 особа в 5399 домогосподарствах у складі 4158 родин. Було 5595 помешкань
Расовий склад населення:
| - 84,6 % — білих - 7,0 % — чорних або афроамериканців - 4,3 % — азіатів - 0,1 % — корінних американців - 2,0 % — осіб інших рас |

До двох чи більше рас належало 2,0 %. Частка іспаномовних становила 7,2 % від усіх жителів.
За віковим діапазоном населення розподілялося таким чином: 25,9 % — особи молодші 18 років, 60,0 % — особи у віці 18—64 років, 14,1 % — особи у віці 65 років та старші. Медіана віку мешканця становила 40,7 року. На 100 осіб жіночої статі у селищі припадало 93,0 чоловіків;  на 100 жінок у віці від 18 років та старших — 90,7 чоловіків також старших 18 років.
Середній дохід на одне домашнє господарство  становив 102 632 долари США (медіана — 85 404), а середній дохід на одну сім'ю — 112 172 долари (медіана — 99 221). Медіана доходів становила 70 827 доларів для чоловіків та 49 457 доларів для жінок. За межею бідності перебувало 4,4 % осіб, у тому числі 1,3 % дітей у віці до 18 років та 12,0 % осіб у віці 65 років та старших.
Цивільне працевлаштоване населення становило 7472 особи. Основні галузі зайнятості: освіта, охорона здоров'я та соціальна допомога — 25,7 %, виробництво — 14,1 %, роздрібна торгівля — 9,5 %, науковці, спеціалісти, менеджери — 8,8 %.